# 질 발렌타인

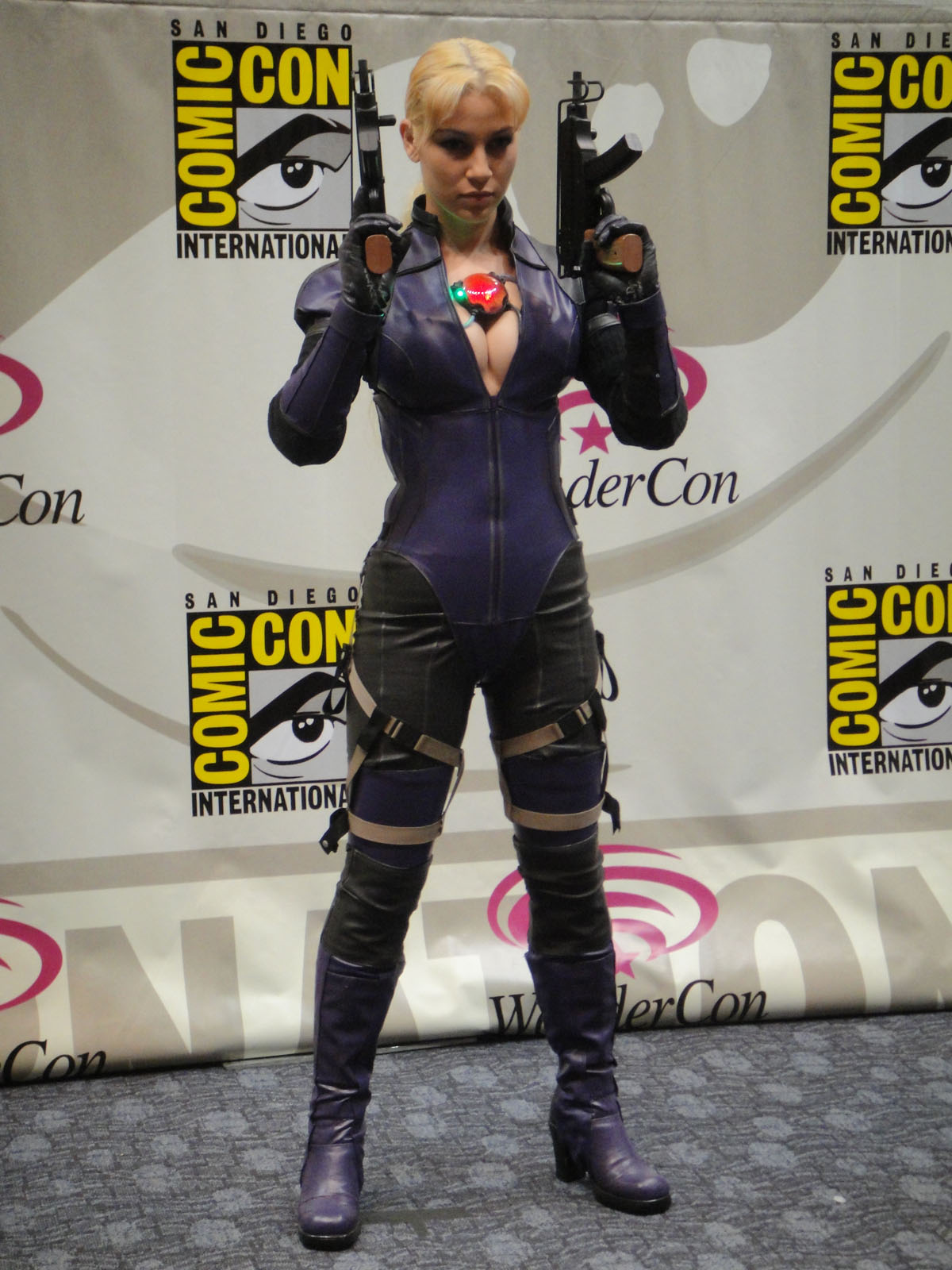
질 발렌타인을 코스프레한 여자.

질 발렌타인(Jill Valentine)은 캡콤의 비디오 게임 바이오하자드 시리즈에 등장하는 인물이다.

## 캐릭터
라쿤 시 경찰 관할의 특수 부대 S.T.A.R.S. 알파 팀 소속. 팀내 포지션은 RS(후면 보안)으로 주로 후방 엄호를 담당하고있다. 알파 팀 중에서는 홍일점이면서도 최연소이다. 잠재적으로 T-바이러스에 대하여 완전한 항체를 가진다. 1974년 출생으로, 신장 166cm, 체중 50.4kg("3"에서는 49kg)이다. "5"에서는 신장 172cm, 체중 56kg으로 변경되어 나온다. 혈액형은 B형. 23세라는 젊은 나이에 델타 포스 훈련 프로그램을 수료하고 폭발물 처리 등의 특수 기능을 가지고있다. 화학 지식도 나름대로 풍부. 피아노도 능숙하다. 일본에 친척이 살고있다. 냉동인간으로 우로보로스의 실험체가 되었기도 하였다.